# ملكة جمال الأرض 2009
ملكة جمال الأرض 2009، هي مسابقة ملكة جمال الأرض التاسعة في تاريخ مسابقة ملكة جمال الأرض منذ انطلاقتها عام 2001، عقدت المسابقة في 22 نوفمبر 2009 في منتجع بوراكاي إكوفيلاج ومركز المؤتمرات في بوراكاي، مالاي، اكلان، الفلبين. تنافست في المسابقة 80 متسابقة من مختلف البلدان والأقاليم التي تنافس على تاج ملكة جمال الأرض. تنافست أفضل 16 متسابقة في الدور نصف النهائي على مسابقات ملابس السباحة وفساتين المسائية لتحديد أفضل ثمانية متسابقات في الدور نصف النهائي، وهي المرة الأولى منذ عام 2003. وفي نهاية المسابقة، سلمت ملكة جمال الأرض المنتهية ولايتها ملكة جمال الأرض، كارلا هنري من الفلبين التاج المسابقة لملكة جمال الأرض الجديدة لاريسا راموس من البرازيل كخليفة لها.
كان موضوع ملكة جمال الأرض 2009 هو «نمط الحياة الخضراء» الذي شارك فيه المرشحون لأسباب بيئية. استضاف المعرض مارك نيلسون وسارة ماير وبورجي مانوتوك.

## النتائج

### المراكز النهائية
| النتائج النهائية                  | المتنافسة |
| --------------------------------- | --- |
| ملكة جمال الأرض 2009              | - البرازيل - لاريسا راموس |
| ملكة جمال الهواء (الوصيفة الأولى) | - الفلبين - ساندرا سيفرت |
| ملكة جمال الماء (الوصيفة الثانية) | - فنزويلا - جيسيكا باربوزا |
| ملكة جمال النار (الوصيفة الثالثة) | - أسبانيا - أليخاندرا إشيفاريا |
| أفضل 8                            | - كولومبيا - أليخاندرا كاستيلو - مارتينيك - باسكال نيليد - بولندا - إيزابيلا فيلشيك - تايلاند - روجينان فانسيثوم                                                                                                |
| أفضل 16                           | - فرنسا - ماجالي تيري - جورجيا - نونا دياكونيدزي - الهند - شريا كيشور - كوريا - يي جو بارك - أيرلندا الشمالية - كيلي أورايلي - باراغواي - غابرييلا رجالا - سنغافورة - فاليري ليم - جنوب أفريقيا - شانيل غرانثام |